# Craugastor berkenbuschii
Espèce
Synonymes
- Hylodes berkenbuschii Peters, 1870 "1869"
- Eleutherodactylus berkenbuschii (Peters, 1870)
- Eleutherodactylus natator Taylor, 1939

Statut de conservation UICN

 LC  : Préoccupation mineure
Craugastor berkenbuschii est une espèce d'amphibiens de la famille des Craugastoridae.

## Répartition
Cette espèce est endémique du Mexique. Elle se rencontre de 400 à 1 900 m d'altitude dans les États de San Luis Potosí, de Puebla, de Veracruz, de Tabasco et d'Oaxaca.

## Étymologie
Cette espèce est nommée en l'honneur de Georg Heinrich August Berkenbusch (1821–1901).

## Publication originale
- Peters, 1870 "1869" : Über mexicanische Amphibien, welche Hr. Berkenbusch in Puebla auf Veranlassung des Hrn. Legationsraths von Schlözer dem zoologischen Museum zugesandt hat. Monatsberichte der Königlich Preussischen Akademie der Wissenschaften zu Berlin, vol. 1869, p. 874-881 (texte intégral).